# Gynvael Coldwind
Gynvael Coldwind, właśc. Michał Składnikiewicz – polski haker, specjalista ds. bezpieczeństwa IT oraz autor książki pt. Zrozumieć programowanie. W latach 2010–2023 pracował dla firmy Google w Zurychu. Były przewodniczący Rady Programowej Security PWNing Conference oraz członek Rady Programowej konferencji Confidence.
Jest członkiem zespołu Dragon Sector, który został uznany w 2018, za najlepszy na świecie zespół CTF. Wraz z Dragon Sector zdobył najwyższy wynik w serwisie CTFtime w latach: 2014, 2018 oraz 2019. Wraz z Mateuszem „j00ru” Jurczykiem zdobył nagrodę Pwnie Award w kategorii „Najbardziej innowacyjne badanie naukowe” z dziedziny bezpieczeństwa komputerowego, za opracowanie metody wykrywania błędów typu double fetch (rodzaj wyścigu), która doprowadziła do znalezienia wielu błędów w jądrze systemu Windows.

## Publikacje
- Gynvael Coldwind, Zrozumieć programowanie, Wydawnictwo Naukowe PWN, 2015, ISBN 978-83-01-19087-3. Brak numerów stron w książce
- Gynvael Coldwind, Mateusz Jurczyk: Praktyczna inżynieria wsteczna. Wydawnictwo Naukowe PWN, 2016. ISBN 978-83-01-18951-8. Brak numerów stron w książce